# Handball-Afrikameisterschaft der Männer 1987
Die 7. Handball-Afrikameisterschaft der Männer wurde im Jahr 1987 in der marokkanischen Hauptstadt Rabat durch die Confédération Africaine de Handball (CAHB) ausgerichtet. Sieben Mannschaften waren für die Endrunde qualifiziert. Titelverteidiger Algerien gewann das Turnier vor der Auswahl Ägyptens und dem Drittplatzierten Tunesien. Vierter wurde die Mannschaft des Gastgebers Marokko, vor der Volksrepublik Kongo auf dem fünften und der Elfenbeinküste auf dem sechsten Rang. Den siebten Platz belegte die Mannschaft aus Angola.
Mit dem Erfolg qualifizierte sich Algerien für das olympische Handballturnier 1988 in Seoul; Ägypten erhielt einen Startplatz bei der Handball-B-Weltmeisterschaft 1989 in Frankreich.
| Platzierung | Mannschaft                 |
| ----------- | -------------------------- |
| 1.          | Algerien, Titelverteidiger |
| 2.          | Ägypten                    |
| 3.          | Tunesien                   |
| 4.          | Marokko, Gastgeber         |
| 5.          | Volksrepublik Kongo        |
| 6.          | Elfenbeinküste             |
| 7.          | Angola                     |